# Epiphragma dysaithrium
Epiphragma dysaithrium är en tvåvingeart som beskrevs av Alexander 1966. Epiphragma dysaithrium ingår i släktet Epiphragma och familjen småharkrankar. Inga underarter finns listade i Catalogue of Life.